# Boisemont (Eure)
Boisemont is een plaats en voormalige gemeente in het Franse departement Eure (regio Normandië) en telt 680 inwoners (1999). De plaats maakt deel uit van het arrondissement Les Andelys. Boisemont is op 1 januari 2019 gefuseerd met de gemeenten Corny en Fresne-l'Archevêque tot de gemeente Frenelles-en-Vexin.

## Geografie
De oppervlakte van Boisemont bedraagt 13,2 km², de bevolkingsdichtheid is 51,5 inwoners per km².
De onderstaande kaart toont de ligging van Boisemont (Eure) met de belangrijkste infrastructuur en aangrenzende gemeenten.

## Demografie
Onderstaande figuur toont het verloop van het inwonertal (bron: INSEE-tellingen).